# Dominicaines de Sainte Catherine de Sienne du Portugal
Ne doit pas être confondu avec Dominicaines de Sainte Catherine de Sienne.
Les Dominicaines de Sainte Catherine de Sienne du Portugal (en latin : Congregatio Lusitanae Sororum Dominicanarum a Sancta Catharina Senensi) forment une congrégation religieuse féminine enseignante et hospitalière de droit pontifical.

## Histoire
En 1858, Amélie de Leuchtenberg (1812-1873) veuve de Pierre IV (1798-1834) et petite-fille de l'impératrice Joséphine, fait venir les filles de la Charité de Saint-Vincent de Paul au Portugal. Les sœurs fondent, avec l'aide de Thérèse de Saldanha (1837-1916), une association pour l'éducation des filles pauvres et l'alphabétisation des travailleuses mais les filles de la Charité sont expulsées du Portugal en 1862. Pour poursuivre l'œuvre et voulant se consacrer à Dieu, elle part en 1866 se former à la vie religieuse chez les dominicaines irlandaises de Drogheda puis retourne au Portugal en 1868 ; elle installe la première communauté à Alfama puis déménage dans le quartier de Benfica.
La congrégation est reconnue de droit diocésain le 28 mars 1887, par le patriarche de Lisbonne, José Sebastião d'Almeida Neto, et agrégée à l'Ordre des Prêcheurs le jour même de sa fondation. L'institut reçut le décret de louange le 11 septembre 1889 et ses constitutions obtiennent l'approbation définitive le 9 janvier 1900.
En 1900, le climat politique au Portugal redevient hostile aux institutions religieuses, de sorte que les dominicaines commencent à s'installer à l'étranger (États-Unis, Brésil, Belgique, Espagne). Les maisons américaines de l'institut deviennent   autonomes pour donner les dominicaines de Sainte Catherine de Sienne de Kenosha.

## Activité et diffusion
Les sœurs se consacrent à l'enseignement et aux soins des malades. Mis à part l'Albanie, elles sont implantées dans des pays lusophones.
Elles sont présentes en: 
- Europe : Portugal, Albanie.
- Amérique : Brésil.
- Afrique : Angola, Mozambique.
- Asie : Timor oriental.

La maison-mère est à Lisbonne
En 2017, la congrégation comptait 296 sœurs dans 45 maisons.